# Torre de Vinaixa
El castell de Vinaixa és un edifici de Vinaixa (Garrigues) declarat bé cultural d'interès nacional.

## Descripció
Es tracta de les restes d'un casal renaixentista, conegut amb el malnom del castell que molt possiblement ocupa el lloc de la primitiva fortificació medieval. De l'antic nucli en resta a la zona nord un portal mig adovellat, que devia formar part d'una vila closa que seria la protecció perfecta per a la població nascuda al voltant de la fortalesa al segle xii.
Destaca una torre de planta semicircular a migjorn de l'església. Es recolza sobre la mateixa pedra pinyolenca damunt la que s'aixeca l'església parroquial de la població, resta adossada a les dependències de la casa parroquial. L'accés es fa per les estances de l'abadia ubicades darrere l'absis de l'església, a nivell d'un segon pis. És una balconada o terra, pavimentat, envoltat d'habitatges.

## Història
L'any 1198 consta com a senyor del castell Berenguer de Puigverd, que es donà al monestir de Poblet i li cedí el castell de Vinaixa amb totes les seves pertinences. El mateix Berenguer de Puigverd donà el 1204 a Poblet la vila de Vinaixa amb els Omellons. El monestir no obtingué la senyoria definitiva del lloc fins al 1210, en virtut d'una permuta feta amb Pere el catòlic. Des de llavors i fins al segle xix, Poblet fou el senyor de Vinaixa.